# HMS Albion (2001)
HMS Albion (L14) – brytyjski okręt desantowy-dok typu Albion. Zwodowany w 2001 roku, do służby wszedł w 2003 roku jako dziewiąty okręt w historii Royal Navy o tej nazwie. Dwukrotnie był jednostką flagową Royal Navy, od grudnia 2010 roku do października 2011 roku i od marca 2018 do stycznia 2021 roku. W 2024 roku planowane jest odstawienie okrętu do rezerwy.

## Projekt i budowa
W 1985 roku na zlecenie Royal Navy rozpoczęły się prace koncepcyjne nad przyszłością dużych okrętów desantowych. Wybrano wariant, w którym istniejące udane okręty desantowe typu Fearless zostaną zastąpione przez nowo zbudowane okręty desantowe o zbliżonej charakterystyce. Ze względów finansowych w 1988 roku przesunięto decyzję o budowie nowych jednostek. Dodatkowo w 1990 roku HMS „Fearless” został skierowany na remont w celu tymczasowego przywrócenia go do służby.
W 1991 roku brytyjski rząd ogłosił decyzję o budowie dwóch nowych okrętów desantowych-doków i przystąpił do opracowywania szczegółowej koncepcji nowych okrętów. Po zakończeniu tych prac w 1994 roku, wysłano zapytania ofertowe do trzech stoczni, z których możliwą do przyjęcia odpowiedź przysłała stocznia Vickers Shipbuilding and Engineering Limited (obecnie BAE Systems Marine) mieszcząca się w Barrow-in-Furness. 18 lipca 1996 roku został podpisany kontrakt na opracowanie projektu konstrukcyjnego i budowę dwóch jednostek, z których pierwsza miała wejść do służby w 2000 roku. Stocznia w celu realizacji kontraktu musiała zostać przebudowana. Istniejąca hala montażowa wykorzystywana do budowy okrętów podwodnych była zbyt mała i należało zbudować nową pochylnię. W hali miały powstawać bloki nowych okrętów, które miały być następnie montowane na pochylni. Pierwszy z budowanych okrętów miał otrzymać imię HMS „Albion” i numer taktyczny L14, drugi zaś miał otrzymać nazwę HMS „Bulwark” i numer taktyczny L15.
Budowa HMS „Albion” rozpoczęła się 22 maja 1998 roku w stoczni VSEL w Barrow-in-Furness. Był to największy okręt powstający w tej stoczni od czasu budowy HMS „Invincible”. Wodowanie odbyło się 9 marca 2001 roku. Po zakończeniu prac wyposażeniowych okręt rozpoczął próby morskie, które trwały od grudnia 2002 roku do stycznia 2003 roku. Podniesienie bandery miało miejsce 19 czerwca 2003 roku, pełną zdolność operacyjną okręt osiągnął w kwietniu 2004 roku.

## Dane taktyczno-techniczne

### Kadłub

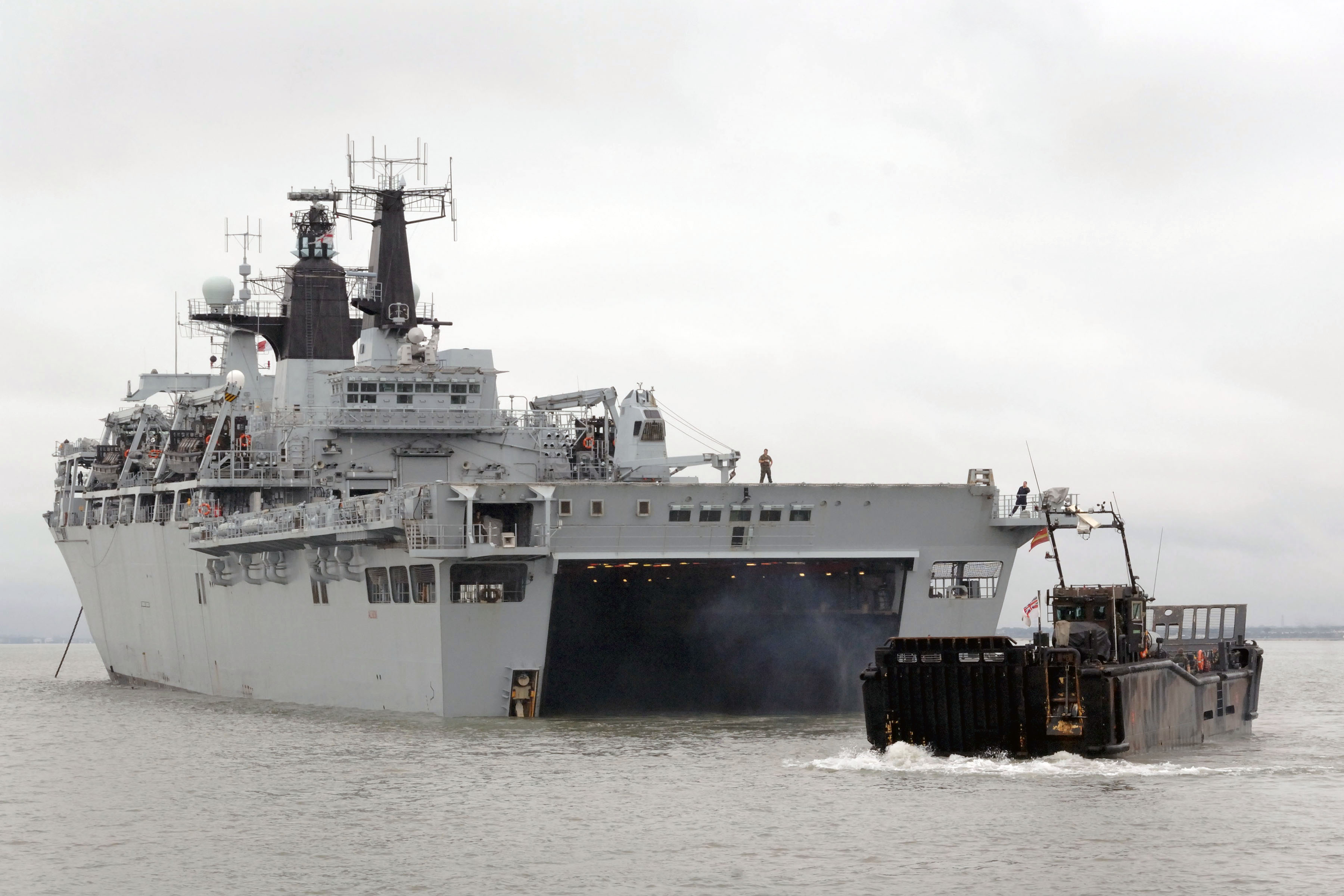
„Albion” z otwartymi wrotami i zalaną przestrzenią dokową oraz barką desantową LCU Mk 10 (Landing Craft Utility)

Kadłub okrętu o długości 176 metrów charakteryzował się wysoką wolną burtą, krótkim pokładem dziobowym wyposażonym w artyleryjski zestaw obrony bezpośredniej, dwukondygnacyjną nadbudówką na śródokręciu i lądowiskiem dla śmigłowców w rejonie pokładu rufowego. Na nadbudówce posadowiono trzy maszty będące podstawami pod urządzenia radarowe, łącznościowe i rozpoznawcze. Dwa kominy umieszczono na prawej burcie. W tylnej części nadbudówki znalazło się centrum kierowania ruchem powietrznym. Nadbudówkę wyposażono w instalację wodną, która w razie konieczności mogła być wykorzystana do automatycznego spłukiwania opadu radioaktywnego w przypadku ataku jądrowego.
W dolnym rejonie części rufowej umieszczono studnię dokową, służącą do transportu kutrów i barek desantowych. Nad studnią dokową umieszczono pomieszczenia dla desantu. Dolna część kadłuba w rejonie śródokręcia mieści magazyny sprzętu wojskowego. Pomieszczenia dla załogi znajdują się na śródokręciu, nad pokładem samochodowym oraz na prawej burcie w okolicy pokładu śmigłowcowego. Ogólnodostępne pomieszczenia socjalne znajdują się głównie w części dziobowej oraz w przyburtowych częściach śródokręcia. 20% kabin załogi zostało przystosowanych dla potrzeb kobiet. Kabiny te zostały zgrupowane w jednej części okrętu i tworzą wydzieloną strefę.
Okręt ma wyporność standardową 14 600 ton i pełną 18 500 ton. Po zalaniu przestrzeni dokowej wyporność wzrasta do 21 500 ton.

### Napęd
Okręt posiada spalinowo-elektryczny układ napędowy, w którym silniki wysokoprężne zintegrowane są z generatorami produkującymi prąd elektryczny. Generatory napędzane są przez cztery silniki wysokoprężne: dwa Wärtsilä Vasa 16V 32LNE o łącznej mocy 17 000 KM oraz dwa Wärtsilä Vasa 4R 32LNE o mocy 4216 KM każdy. Generatory wytwarzają prąd o napięciu 6,6 kV, który napędza dwa silniki elektryczne prądu przemiennego o mocy 6000 kW. Przenoszą one moc na dwie pięciołopatowe śruby o stałym skoku. W celu polepszenia własności manewrowych okręt został wyposażony w dziobowy ster strumieniowy o mocy 1176 KM. Przy średniej prędkości 15 węzłów zasięg wynosi 8000 Mm.
Dzięki napędowi spalinowo elektrycznemu udało się uprościć konstrukcję siłowni okrętowej i zmniejszyć jej załogę w porównaniu z okrętami desantowymi typu Fearless o 65%.

### Uzbrojenie
Głównym uzbrojeniem okrętu są dwa artyleryjskie zestawy obrony bezpośredniej. Przez pierwsze lata służby był to zestaw o kalibrze 30 mm Goalkeeper. W 2017 roku system ten został zastąpiony przez dwa zestawy Phalanx o kalibrze 20 mm. Dodatkowo na dachu mostka umieszczono dwa działka GAM-B01 kalibru 20 mm.

## Służba
Pierwszymi ćwiczeniami, w których wziął udział HMS „Albion” po wejściu do służby, były przeprowadzone na początku 2004 roku u wybrzeży Norwegii Joint Winter 04, podczas których testowano okręt w warunkach arktycznych i oficjalnie ogłoszono jego pełną zdolność operacyjną. W listopadzie 2004 roku okręt uczestniczył w ewakuacji brytyjskich obywateli z objętego wojną domową Wybrzeża Kości Słoniowej. Na początku 2006 roku okręt poddano modernizacji, która objęła centrum dowodzenia i urządzenia łączności. Kolejną modernizację urządzeń elektronicznych okręt przeszedł pod koniec 2006 roku i 2008 roku.
W kwietniu 2010 roku w związku zakłóceniami w funkcjonowaniu europejskich połączeń lotniczych związanych z erupcją wulkanu Eyjafjallajökull, okręt został wysłany do hiszpańskiego portu Santander w celu ewakuacji brytyjskich obywateli. Pod koniec 2010 roku w związku z rządowymi planami oszczędnościowymi rozważano odstawienie okrętu do rezerwy. W grudniu 2010 roku „Albion” został okrętem flagowym Royal Navy, zastępując w tej roli lotniskowiec HMS „Ark Royal”. W czerwcu okręt skierowano w rejon zatoki Wielka Syrta, gdzie udzielał wsparcia siłom NATO uczestniczącym w operacji przeciwko Libii. W tym samym miesiącu brał także udział w operacji zabezpieczania cywilnej żeglugi przed atakami somalijskich piratów w rejonie Rogu Afryki.
Pod koniec 2011 roku okręt tymczasowo przeniesiono do rezerwy, gdzie miał przebywać rotacyjnie wraz ze swoją bliźniaczą jednostką HMS „Bulwark”. W grudniu 2014 roku „Albion” trafił do stoczni w celu przeprowadzenia prac przed ponownym wejściem do służby. Podczas remontu wymieniono artyleryjski system obrony bezpośredniej Goalkeeper na Phalanx. Prace trwały 2,5 roku. W styczniu 2017 roku załoga powróciła na pokład okrętu, który latem tego roku wyszedł w morze po raz pierwszy od zakończenia remontu. W marcu 2018 roku „Albion” ponownie został okrętem flagowym Royal Navy, którą to funkcję przekazał w styczniu 2021 roku lotniskowcowi HMS „Queen Elizabeth”.
W lipcu 2023 roku „Albion” powrócił do Plymouth, gdzie planowane jest jego przeniesienie do rezerwy. Jego funkcje przejmie w 2024 roku okręt tego samego typu, HMS „Bulwark”, który od 2020 roku przebywał na terenie stoczni remontowej (prowadzono tam jego remont połączony z modernizacją). „Albion” ma zostać poddany modernizacji i jego ponowne wejście do służby planowane jest na 2029 rok.